# Red Garland
Red Garland (sz.: William McKinley Garland, Jr.) (Dallas, 1923. május 13. – Dallas, 1984. április 23.) amerikai dzsesszzongorista. Az 1950-es években zongorajátéka Miles Davis mellett erősítette a modern dzsessz népszerűvé válását.

## Pályakép
Bár muzsikálni klarinéton és altszaxofonon kezdett, 1941-ben átváltott a zongorára. Öt év múltán csatlakozott a trombitás Hot Lips Page-hez egy turné erejéig. 1946 márciusában New Yorkba ment munkát keresni; miután Art Blakey felfigyelt játékára egy bárban, Garland körülbelül hat hétig együtt zenélt velük.
Bokszolt is. 35 meccse volt, köztük egy tét nélküli meccs Sugar Ray Robinsonnal.

## Lemezek
- 1956: A Garland of Red
- 1957: Red Garland's Piano
- 1957: Curtis Fuller with Red Garland
- 1957: Red Garland Revisited!
- 1957: Sugan
- 1957: The P.C. Blues
- 1957: Groovy
- 1957: John Coltrane with the Red Garland Trio
- 1957: All Mornin' Long
- 1957: Soul Junction
- 1957: High Pressure
- 1958: Dig It!
- 1958: It's a Blue World
- 1958: Manteca
- 1958: Can't See for Lookin'
- 1958: Rojo
- 1958: The Red Garland Trio
- 1958: All Kinds of Weather
- 1959: Red in Bluesville
- 1959: Coleman Hawkins with the Red Garland Trio
- 1959: Satin Doll
- 1959: Red Garland at the Prelude
- 1959: Lil' Darlin'
- 1959: Red Garland Live!
- 1959: Moodsville Volume 1
- 1960: Red Alone
- 1960: Alone with the Blues
- 1960: Halleloo: Y': All
- 1961: Soul Burnin'
- 1961: Bright and Breezy
- 1961: The Nearness of You
- 1962: Solar
- 1962: Red's Good Groove
- 1962: When There Are Grey Skies
- 1971: The Quota
- 1971: Auf Wiedersehen
- 1974: Groovin' Live
- 1974: Groovin' Live, II
- 1977: Keystones!
- 1977: Groovin' Red
- 1977: Crossings
- 1977: Red Alert
- 1978: Feelin' Red
- 1978: I Left My Heart...
- 1978: Live Under the Sky
- 1978: Equinox
- 1979: Stepping Out
- 1979: Strike Up the Band
- 1979: So Long Blues
- 1980: Wee Small Hours
- 1980: Fine and Dandy
- 1982: Misty Red
- 1983: The Last Recording: My Funny Valentine
- 1983: The Last Recording 2: Autumn Leaves